# Tongánština
Tongánština, někdy též tongština či tonžština, je austronéský jazyk užívaný na souostroví Tonga v jižním Pacifiku.

## Historie
První snahy o přepis tonžského jazyka podnikli Willem Schouten a Jacob Le Maire z Holandské Východoindické společnosti při své první návštěvě v roce 1616. Převedli omezený počet podstatných jmen a sloves do fonetické podoby nizozemského pravopisu a začlenili je do rozšiřujícího se seznamu polynéské slovní zásoby. Abel Tasman, také člen Holandské Východoindické společnosti, se snažil komunikovat s domorodými Tongany pomocí slovní zásoby z tohoto seznamu, když dorazil na Tongatapu 20. ledna 1643. I když mu dorozumívání nebylo úplně jasné, pravděpodobně využíval i slova přejatá z různých polynéských jazyků.

## Příklady

### Číslovky
| Tongánsky | Česky |
| taha      | jeden |
| ua        | dva   |
| tolu      | tři   |
| fa        | čtyři |
| nima      | pět   |
| ono       | šest  |
| fitu      | sedm  |
| valu      | osm   |
| hiva      | devět |
| hongofulu | deset |

## Užitečné fráze
| Tongánsky                        | Česky                    |
| Mālō lelei!                      | Ahoj!                    |
| Maú ha aho lelei!                | Hezký den!               |
| Mālō e tau lava!                 | Pozdrav tobě!            |
| Tali tali lelei!                 | Vítejte!                 |
| Pouliā!                          | Dobrou noc!              |
| Ko hai ho hingoa?                | Jak se jmenuješ?         |
| Kohoku hingoa ko ...             | Jmenuji se ...           |
| Mālō!                            | Děkuji!                  |
| Tulou                            | Promiňte                 |
| Ko e fiha 'e tau maiai á e pasi? | V kolik přijede autobus? |
| Sai pē 'oua'e takangakiai        | Neboj se                 |
| Fiefia                           | Šťastný                  |
| 'Io / 'Ikai                      | Ano / Ne                 |
| Tōtōatu                          | Úžasné                   |
| Ta hulohula                      | Pojďme tančit            |
| Koa fiha eni?                    | Kolik je teď hodin?      |

## Vzorový text
Otčenáš (modlitba Páně):
'Ei 'emau Tamai 'oku 'i Hevani,
ke tapuha ho huafa,
ke hoko mai ho Pule'aga,
ke fai ho finangalo 'i mamani
'o hange koia 'i Hevani.
Ke foaki mai he 'aho'ni ha'amau
me'akai faka'aho
pea ke fakamolemole'i 'emau ngaahi angahala
'o hange ko 'emau fakamolemole'i kinautolu
'oku fai angahala mai kia teki mautolu
pea 'oua nake tuku 'a kimautolu ke nau
hinga ki he fakatauele ka ke fakahaofi
kimautolu mai he kovi. 'Ameni.

### Všeobecná deklarace lidských práv
| tongánsky | Ko e kotoa 'o ha'a tangata 'oku fanau'i mai 'oku tau'ataina pea tatau 'i he ngeia mo e ngaahi totonu. Na'e fakanaunau'i kinautolu 'aki 'a e 'atamai mo e konisenisi pea 'oku totonu ke nau feohi 'i he laumalie 'o e nofo fakatautehina. |
| česky     | Všichni lidé se rodí svobodní a sobě rovní co do důstojnosti a práv. Jsou nadáni rozumem a svědomím a mají spolu jednat v duchu bratrství.                                                                                               |